# Le Barp
 Le Barp  es un municipio del Sudoeste de Francia que posee 5.410 habitantes (abril 2018). Está ubicado en el Departamento de Gironda en la región de Aquitania. Se sitúa en el Bosque de las Landas, en el territorio del Parque Natural Regional de Las Landas de Gascuña.
Está integrada en la Communauté de communes du Val de l'Eyre.

## Geografía
Le Barp está ubicada en el territorio del parque natural Regional de Las Landas de Gascuña, cerca del Val de l’Eyre. Tiene varios municipios limítrofes : Cestas al norte, Saucats al nordeste, Saint-Magne al sudeste, Belin-Béliet al sur, Salles al sudoeste y Mios al oeste. Le Barp se sitúa también en la carretera nacional D1010 y cerca de la autopista A63.

## Demografía
Su población en el censo de 1999 era de 3.242 habitantes. Hoy, su población es de 5.410 habitantes.
| 1,004 | 937 | 892 | 958 | 1,303 | 2,238 | 2,584 | 3,242 |
| Para los censos de 1962 a 1999 la población legal corresponde a la población sin duplicidades (Fuente: INSEE [Consultar]) |     |     |     |       |       |       |       |

## Historia
El pueblo fue fundado alrededor del hospital que existía ya en el siglo XIII en lugar de la iglesia actual y que no sobrevivió al abandono de la peregrinación. 
A la Revolución, la parroquia de Saint-Jacques forma la comuna de Le Barp. Le Barp se encuentra en la Via Turonensis que lleva hasta Santiago de Compostella y muchos peregrinos pasan por Le Barp cada año. 
Se trata de una parte importante de su historia. Este antiguo hospital fue una parada importante para los peregrinos

## Economía

### Agricultura
La mayoría de la actividad primaria se orienta hacia la explotación del bosque que cubre una gran parte del territorio municipal. 
La empresa Planasa (Darbonne Pépinière) produce fresas y pequeñas frutas rojas y también exporta y comercializa plantas.  
La ciudad de Le Barp es famosa por su producción de espárragos de las arenas de las Landas y sus recetas.

### Industria
El Centro de Estudios Científicos y Técnicos de Aquitania (CESTA) del Comisariado de la Energía Atómica se encuentra al norte del territorio municipal.

## Cultura local y patrimonio

### Lugares y monumentos
La Iglesia Saint-Jacques fue totalmente reconstruida durante la segunda parte del siglo XIX. Alberga un campanario que data del siglo XVIII.
Le Barp, situado en el territorio del Parque Regional de Landes de Gascogne, participa en el Proyecto de Arte Contemporáneo (Forêt d'Art Contemporain en francés). Le Barp ha recibido una obra de arte contemporánea como muchos otros municipios vecinos.